# 2021年サンパウログランプリ
2021年サンパウログランプリ（英: 2021 São Paulo Grand Prix）は、2021年のF1世界選手権第19戦として、2021年11月14日にインテルラゴス・サーキットで開催される。
正式名称は「Formula 1 Heineken Grande Prêmio De São Paulo 2021」。

## 背景
メキシコシティGP後のチャンピオンシップ順位
ドライバーズタイトルは、優勝したフェルスタッペンがランキング2位のハミルトンに対してリードを19ポイントまで広げた。ランキング3位のボッタスは15位フィニッシュでノーポイントに終わったことで数字上でもタイトル争いから脱落。コンストラクターズタイトルは、メキシコシティGPにてレッドブルが優勝と3位、メルセデスが2位と15位だったことから、メルセデスのリードは1ポイントまで縮んでいる。
チャンピオンシップの行方
サンパウロGPの結果によっては、ハミルトンは自力でのタイトル獲得が消滅する可能性がある。
- フェルスタッペンとの差が25ポイント以上となる。
- フェルスタッペンが優勝し、24ポイント以上の差となる。

タイヤ
本レースでピレリが持ち込むドライ用タイヤのコンパウンドはハード（白）：C2、ミディアム（黄）：C3、ソフト（赤）：C4の中間の組み合わせ。
DRS：2箇所
- DRS1：ターン3から30m先より（ターン2のエイペックス）
- DRS2：ターン15から160m手前より（ターン13から30m先）

※（）内は検知ポイント
スプリント予選レース（参考出典）
今季3回目の開催となる従来の予選に代わる決勝のグリッドを決めるためのレース距離100kmで行われる予備レース。金曜日のフリー走行2回目の時間帯は、翌日のスプリント予選レースに向けた予選を行い、土曜日の予選の時間帯にはスプリント予選レースが実施される。それに合わせ、同GPは以下のスケジュールに変更される。
|        | 従来のレースフォーマット | 2021年サンパウロGP         |
| ------ | ------------------------ | -------------------------- |
| 金曜日 | フリー走行1              | フリー走行1                |
| 金曜日 | フリー走行2              | スプリント予選レースの予選 |
| 土曜日 | フリー走行3              | フリー走行2                |
| 土曜日 | 予選                     | スプリント予選レース       |
| 日曜日 | 決勝                     | 決勝                       |
これ以外にも変更される点は以下のものとなる。
- このレースでの順位が決勝のグリッドとなり、勝者は従来の予選でのポールポジション獲得者として記録される。また、上位3名にはチャンピオンシップポイントが付与される（1位：3点、2位：2点、3位：1点）。
- パルクフェルメは金曜予選から適用されるが、安全上の配慮からいくつかのパーツ交換と調整は許可されている。
- このレースの前後に日曜日の決勝前のようなセレモニーやドライバーズパレード、表彰式などは行われない。

その他
メキシコからの貨物の到着が遅れたため、車検に関する締め切りの延長とチームの夜間作業が特別に認められた。

## エントリーリスト
レギュラーシートについては前戦メキシコシティGPから変更なし。

## フリー走行
FP1
11月12日 12:30 BRT(UTC-3)
トップはルイス・ハミルトン、2番手にマックス・フェルスタッペン、3番手にセルジオ・ペレス。自由にセットアップが出来るセッションだったため、各車は周回を重ねた。ランス・ストロールが無線で少し霧雨が降っていると報告があったものの、ドライセッションに恵まれた。
FP2
11月13日 12:00 BRT(UTC-3)
トップはフェルナンド・アロンソ、2番手にマックス・フェルスタッペン、3番手にバルテリ・ボッタス。アロンソはF1復帰後、初のトップタイムを記録した。既に1ラップでの予選は終えているため、各車は中古のタイヤでのロングランに取り組んだ。

## 予選
11月12日 16:00 BRT(UTC-3)（文章の出典）
ポールはルイス・ハミルトン、2番手は0.438秒差でマックス・フェルスタッペン、3番手にバルテリ・ボッタスとなった。しかし、セッション終了後の車検でハミルトンのリアウイングに違反が見つかり、予選は失格処分となった。
| 順位                | No. | ドライバー                   | コンストラクター              | Q1       | Q2       | Q3       | Grid |
| ------------------- | --- | ---------------------------- | ----------------------------- | -------- | -------- | -------- | ---- |
| 1                   | 33  | マックス・フェルスタッペン   | レッドブル-ホンダ             | 1:09.329 | 1:08.499 | 1:08.372 | 1    |
| 2                   | 77  | バルテリ・ボッタス           | メルセデス                    | 1:09.040 | 1:08.426 | 1:08.469 | 2    |
| 3                   | 11  | セルジオ・ペレス             | レッドブル-ホンダ             | 1:09.172 | 1:08.973 | 1:08.483 | 3    |
| 4                   | 10  | ピエール・ガスリー           | アルファタウリ-ホンダ         | 1:09.347 | 1:08.903 | 1:08.777 | 4    |
| 5                   | 55  | カルロス・サインツ           | フェラーリ                    | 1:09.046 | 1:09.031 | 1:08.826 | 5    |
| 6                   | 16  | シャルル・ルクレール         | フェラーリ                    | 1:09.155 | 1:08.859 | 1:08.960 | 6    |
| 7                   | 4   | ランド・ノリス               | マクラーレン-メルセデス       | 1:09.365 | 1:09.030 | 1:08.980 | 7    |
| 8                   | 3   | ダニエル・リカルド           | マクラーレン-メルセデス       | 1:09.374 | 1:09.093 | 1:09.039 | 8    |
| 9                   | 14  | フェルナンド・アロンソ       | アルピーヌ-ルノー             | 1:09.391 | 1:09.137 | 1:09.113 | 9    |
| 10                  | 31  | エステバン・オコン           | アルピーヌ-ルノー             | 1:09.430 | 1:09.189 |          | 10   |
| 11                  | 5   | セバスチャン・ベッテル       | アストンマーティン-メルセデス | 1:09.451 | 1:09.399 |          | 11   |
| 12                  | 22  | 角田裕毅                     | アルファタウリ-ホンダ         | 1:09.350 | 1:09.483 |          | 12   |
| 13                  | 7   | キミ・ライコネン             | アルファロメオ-フェラーリ     | 1:09.598 | 1:09.503 |          | 13   |
| 14                  | 99  | アントニオ・ジョヴィナッツィ | アルファロメオ-フェラーリ     | 1:09.342 | 1:10.227 |          | 14   |
| 15                  | 16  | ランス・ストロール           | アストンマーティン-メルセデス | 1:09.663 |          |          | 15   |
| 16                  | 6   | ニコラス・ラティフィ         | ウィリアムズ-メルセデス       | 1:09.897 |          |          | 16   |
| 17                  | 63  | ジョージ・ラッセル           | ウィリアムズ-メルセデス       | 1:09.953 |          |          | 17   |
| 18                  | 47  | ミック・シューマッハ         | ハース-フェラーリ             | 1:10.329 |          |          | 18   |
| 19                  | 9   | ニキータ・マゼピン           | ハース-フェラーリ             | 1:10.589 |          |          | 19   |
| NC                  | 44  | ルイス・ハミルトン           | メルセデス                    | 1:08.733 | 1:08.068 | 1:07.934 | 201  |
| 107% time: 1:13.544 |     |                              |                               |          |          |          |      |
| ソース:             |     |                              |                               |          |          |          |      |

追記
- ^1 – ハミルトンは新しいICEを使用したため5グリッド降格のペナルティとリアウイングのルール違反により予選失格。ただし、スチュワードの判断によりスプリント予選レースへの参加は認められた[19]。

## スプリント予選レース
11月13日 16:30 BRT(UTC-3)（文章の出典）
ポールを獲得したのはバルテリ・ボッタス。2位はマックス・フェルスタッペン、3位はカルロス・サインツと続いた。予選失格処分により最後尾からスタートしたルイス・ハミルトンは1周目に14番手までポジションアップ、最終的に15台をオーバーテイクし5位で終えた。

### スプリント予選レース結果
| 順位    | No. | ドライバー                   | コンストラクター              | 周回数 | タイム/リタイア原因 | Grid | Pts. | Final Grid |
| ------- | --- | ---------------------------- | ----------------------------- | ------ | ------------------- | ---- | ---- | ---------- |
| 1       | 77  | バルテリ・ボッタス           | メルセデス                    | 24     | 29:09.559           | 2    | 3    | 1          |
| 2       | 33  | マックス・フェルスタッペン   | レッドブル-ホンダ             | 24     | +1.170              | 1    | 2    | 2          |
| 3       | 55  | カルロス・サインツ           | フェラーリ                    | 24     | +18.723             | 5    | 1    | 3          |
| 4       | 11  | セルジオ・ペレス             | レッドブル-ホンダ             | 24     | +19.787             | 3    |      | 4          |
| 5       | 44  | ルイス・ハミルトン           | メルセデス                    | 24     | +20.872             | 20   |      | 101        |
| 6       | 4   | ランド・ノリス               | マクラーレン-メルセデス       | 24     | +22.558             | 7    |      | 5          |
| 7       | 16  | シャルル・ルクレール         | フェラーリ                    | 24     | +25.056             | 6    |      | 6          |
| 8       | 10  | ピエール・ガスリー           | アルファタウリ-ホンダ         | 24     | +34.158             | 4    |      | 7          |
| 9       | 31  | エステバン・オコン           | アルピーヌ-ルノー             | 24     | +34.632             | 10   |      | 8          |
| 10      | 5   | セバスチャン・ベッテル       | アストンマーティン-メルセデス | 24     | +34.867             | 11   |      | 9          |
| 11      | 3   | ダニエル・リカルド           | マクラーレン-メルセデス       | 24     | +35.869             | 8    |      | 11         |
| 12      | 14  | フェルナンド・アロンソ       | アルピーヌ-ルノー             | 24     | +36.578             | 9    |      | 12         |
| 13      | 99  | アントニオ・ジョヴィナッツィ | アルファロメオ-フェラーリ     | 24     | +41.880             | 14   |      | 13         |
| 14      | 18  | ランス・ストロール           | アストンマーティン-メルセデス | 24     | +44.037             | 15   |      | 14         |
| 15      | 22  | 角田裕毅                     | アルファタウリ-ホンダ         | 24     | +46.150             | 12   |      | 15         |
| 16      | 6   | ニコラス・ラティフィ         | ウィリアムズ-メルセデス       | 24     | +46.760             | 16   |      | 16         |
| 17      | 63  | ジョージ・ラッセル           | ウィリアムズ-メルセデス       | 24     | +47.739             | 17   |      | 17         |
| 18      | 7   | キミ・ライコネン             | アルファロメオ-フェラーリ     | 24     | +50.014             | 13   |      | PL2        |
| 19      | 47  | ミック・シューマッハ         | ハース-フェラーリ             | 24     | +61.680             | 18   |      | 18         |
| 20      | 9   | ニキータ・マゼピン           | ハース-フェラーリ             | 24     | +67.474             | 19   |      | 19         |
| ソース: |     |                              |                               |        |                     |      |      |            |

追記
- ^1 – ハミルトンは追加のPUのエレメントを使用したため、5グリッド降格ペナルティ[23]。
- ^2 – ライコネンはパルクフェルメ下でリアウイングとサスペンションに変更を加えたため、ピットレーンからのスタート。[23]。

## 決勝
11月14日 14:00 BRT(UTC-3)（文章の出典）
10番手からスタートしたルイス・ハミルトンが優勝、2位にはマックス・フェルスタッペン、3位にバルテリ・ボッタスとなった。スタート直後はレッドブル勢が1-2体制を築いたものの、2度目のVSC導入時にペレスはボッタスの先行を許し、59周目にはフェルスタッペンがハミルトンにラップリーダーの座を明け渡した。残り2周でセルジオ・ペレスがソフトタイヤを装着し、ハミルトンが持っていたファステストラップを奪取した。

### レース結果
| 順位    | No. | ドライバー                   | コンストラクター              | 周回数 | タイム/リタイア原因  | Grid | Pts. |
| ------- | --- | ---------------------------- | ----------------------------- | ------ | -------------------- | ---- | ---- |
| 1       | 44  | ルイス・ハミルトン           | メルセデス                    | 71     | 1:32:22.851          | 10   | 25   |
| 2       | 33  | マックス・フェルスタッペン   | レッドブル-ホンダ             | 71     | +10.496              | 2    | 18   |
| 3       | 77  | バルテリ・ボッタス           | メルセデス                    | 71     | +13.576              | 1    | 15   |
| 4       | 11  | セルジオ・ペレス             | レッドブル-ホンダ             | 71     | +39.940              | 4    | 13FL |
| 5       | 16  | シャルル・ルクレール         | フェラーリ                    | 71     | +49.517              | 6    | 10   |
| 6       | 55  | カルロス・サインツ           | フェラーリ                    | 70     | +51.820              | 3    | 8    |
| 7       | 10  | ピエール・ガスリー           | アルファタウリ-ホンダ         | 70     | +1 Lap               | 7    | 6    |
| 8       | 31  | エステバン・オコン           | アルピーヌ-ルノー             | 70     | +1 Lap               | 8    | 4    |
| 9       | 14  | フェルナンド・アロンソ       | アルピーヌ-ルノー             | 70     | +1 Lap               | 12   | 2    |
| 10      | 4   | ランド・ノリス               | マクラーレン-メルセデス       | 70     | +1 Lap               | 5    | 1    |
| 11      | 5   | セバスチャン・ベッテル       | アストンマーティン-メルセデス | 70     | +1 Lap               | 9    |      |
| 12      | 7   | キミ・ライコネン             | アルファロメオ-フェラーリ     | 70     | +1 Lap               | PL   |      |
| 13      | 63  | ジョージ・ラッセル           | ウィリアムズ-メルセデス       | 70     | +1 Lap               | 17   |      |
| 14      | 99  | アントニオ・ジョヴィナッツィ | アルファロメオ-フェラーリ     | 69     | +1 Lap               | 13   |      |
| 15      | 22  | 角田裕毅                     | アルファタウリ-ホンダ         | 69     | +1 Lap               | 15   |      |
| 16      | 6   | ニコラス・ラティフィ         | ウィリアムズ-メルセデス       | 69     | +1 Lap               | 16   |      |
| 17      | 9   | ニキータ・マゼピン           | ハース-フェラーリ             | 69     | +2 Laps              | 19   |      |
| 18      | 47  | ミック・シューマッハ         | ハース-フェラーリ             | 68     | +2 Laps              | 18   |      |
| Ret     | 3   | ダニエル・リカルド           | マクラーレン-メルセデス       | 49     | パワーロス           | 11   |      |
| Ret     | 18  | ランス・ストロール           | アストンマーティン-メルセデス | 47     | アクシデントダメージ | 14   |      |
| ソース: |     |                              |                               |        |                      |      |      |

#### 追記
- ^FL - ファステストラップの1点を含む

## 第19戦終了時点のランキング
|         | 順位 | ドライバー                 | ポイント |
| ------- | ---- | -------------------------- | -------- |
|         | 1    | マックス・フェルスタッペン | 332.5    |
|         | 2    | ルイス・ハミルトン         | 318.5    |
|         | 3    | バルテリ・ボッタス         | 203      |
|         | 4    | セルジオ・ペレス           | 178      |
|         | 5    | ランド・ノリス             | 151      |
| ソース: |      |                            |          |

|         | 順位 | コンストラクター        | ポイント |
| ------- | ---- | ----------------------- | -------- |
|         | 1    | メルセデス              | 521.5    |
|         | 2    | レッドブル-ホンダ       | 510.5    |
|         | 3    | フェラーリ              | 287.5    |
|         | 4    | マクラーレン-メルセデス | 256      |
|         | 5    | アルピーヌ              | 112      |
| ソース: |      |                         |          |

|         | 順位 | ドライバー                 | 獲得数 |
| ------- | ---- | -------------------------- | ------ |
|         | 1    | ルイス・ハミルトン         | 5      |
|         | 2    | マックス・フェルスタッペン | 4      |
|         | 3    | バルテリ・ボッタス         | 4      |
|         | 4    | セルジオ・ペレス           | 2      |
|         | 5    | ピエール・ガスリー         | 1      |
| ソース: |      |                            |        |

- 注：いずれもトップ5まで掲載。
- 注：ファストテストラップアワードは同数の場合、カウントバック方式がとられている。